# Asamblea Popular Nacional de Argelia
La Asamblea Popular Nacional (al-Majlis al-Sha'abi al-Watani) de Argelia, abreviado APN, es la cámara baja del Parlamento de Argelia. Está compuesta por 462 diputados directamente elegidos mediante el sistema de representación proporcional por un periodo de cinco años.
Las últimas elecciones se llevaron a cabo el 12 de junio de 2021. Este órgano y el Parlamento argelino en general, se consideran no representativos del interés del pueblo argelino debido a que controla la mayoría del poder gubernamental y legislativo es controlado por el Presidente de la República. La edad mínima para ejercer los derechos de sufragio pasivo en las elecciones a la Asamblea es de 28 años, mientras que para el sufragio activo es de 18 años.
Existen 48 distritos electorales, llamados wilayat, en Argelia y 4 más en el extranjero que envían representantes a la Asamblea. Hay un diputado por cada 80.000 habitantes y otro adicional para los wilayat que superen los 40.000 habitantes. Actualmente, las mujeres suponen 3,4% de los diputados.

## Historia
Las primeras elecciones para la Asamblea Nacional Popular se celebraron el 20 de septiembre de 1962. En 1963, el Presidente de la República de Argelia, Ahmed Ben Bella, detuvo las actividades de la APN y estableció un Consejo de la Revolución que estuvo activo entre 1965 y 1976. La APN fue restablecida en 1976 con la aprobación de la nueva Constitución de Argelia, estableciendo una legislatura unicameral. Hasta 1991, el partido gobernante era el Frente de Liberación Nacional (FLN) y, de hecho, la Constitución argelina de 1976 consideraba al FLN como el partido político argelino de referencia. La primera elección de la APN con múltiples partidos se llevó a cabo en diciembre de 1991. Después de una victoria del Frente Islámico de Salvación (FIS), un partido de oposición fundamentalista, el Ejército Nacional Popular de Argelia anuló las elecciones. Un órgano legislativo sustituto, el Consejo Consultivo Nacional, se estableció en abril de 1992 y duró hasta mayo de 1994, cuando el Consejo Nacional de Transición fue establecido y gobernó hasta las próximas elecciones, celebradas el 5 de junio de 1997. Tras la reforma constitucional de 1996, el poder legislativo se dividió en dos cámaras que forman el Parlamento argelino con la ratificación de una nueva constitución.